# Paul Bolland
Pour les articles homonymes, voir Bolland (homonymie).
Paul Bolland, né le 17 septembre 1939 à Saint-Remy, est un homme politique belge de Wallonie, membre du Parti socialiste.

## Biographie
Paul Bolland effectue ses études à l’athénée royal de Visé, puis à l’Université de Liège, en  philologie classique, où il étudie notamment la papyrologie. Après son service militaire, il devient enseignant à l'Athénée Félicien Beaufort de Jonfosse, puis à l’Athénée communal Saucy où il enseigne le latin et le grec ancien. 
Issu d’une famille socialiste, il s’affilie au Parti socialiste dès la fin de ses études. Il est élu conseiller provincial du canton de Dalhem en 1974, puis échevin de cette commune de 1977 à 1981. En 1977, il devient secrétaire national francophone du PS, puis député permanent en 1981. Secrétaire de la fédération liégeoise du Parti socialiste, il en occupe la présidence de 1986 à 1990, année où il devient gouverneur de la Province de Liège.
Il est père de trois enfants, dont Marc Bolland, député et bourgmestre de Blegny.
Il est l'auteur de plusieurs ouvrages traitant d'aspects historiques liées à sa commune. Il a également écrit plusieurs pièces de théâtre en wallon liégeois, dont une est l'adaptation de la pièce de théâtre le journal D'Anne Frank : Lès cayès d'Anne Frank. 

## Distinctions
- Citoyen d'honneur de Liège[1].